# ペーター・シュタム
ペーター・シュタム （Peter Stamm、1963年1月18日 - ）は、スイスの小説家。

## 経歴
スイス北東部のトゥールガウ州ヴァインフェルデンで会計士の息子として生まれた。チューリヒ大学で半年間英文学や心理学を学んだのち退学。1990年よりフリーランスのジャーナリスト・作家としてチューリッヒで活動を始める。『ノイエ・チュルヒャー・ツァイトゥング』など日刊紙に記事を多数寄稿、またラジオドラマの台本執筆などを経て1997年からは文学の季刊誌『エントヴュルフェ』の編集スタッフに就く。2003年からはスイス作家グループ Autorinnen und Autoren der Schweiz のメンバーとなった。フリードリヒ・ヘルダーリン賞（2014年）などを受賞。

## 日本語訳
- 『ふしぎな家族』まつながみほ訳  ユッタ・バウアー画、長崎出版、2009年
- 『誰もいないホテルで』松永美穂訳 新潮社、新潮クレスト・ブックス、2016年

## 作品
- Agnes (1998)
- Unformed Landscape (2001)
- In Strange Garden (2003) 短篇集
- On a Day Like This (2006)
- Seven Years (2009)
- We're Flying (2011) 短篇集